# 顧奎光
顾奎光（？—1764年），字星五，号双溪，江苏无锡人。清朝官员，学者。

## 生平
乾隆十年（1745年）乙丑科进士。历任湖南泸溪、桑植知县。

## 著作
顾奎光博学多识，工诗文。有《双溪诗集》、《春秋随笔》二卷及《然疑录》六卷等。曾纂修《泸溪县志》、《桑植县志》。

## 家族
顾奎光出身于无锡望族顾氏，其家据称为三国吴丞相顾雍之后，明初自苏州迁至无锡胶山，明中期曾有顾可学、顾可适、顾可久兄弟进士。此后至清末家族又有多人登科。顾家与无锡杨家通姻，楊鴻觀妻顧氏是顧奎光及顧斗光之妹，育有杨芳灿、杨揆、杨英灿昆仲，是顾奎光的外甥。顧奎光本人亦有四子，顧敏恆、顧斆愉、顧敬恂、顧敭憲。